# Алпін ІІ
Алпін II мак Ехдах (шотл. гел. Alpín mac Echdach) — король Дал Ріада (839–842), син короля Дал Ріади Еохайда IV і піктської принцеси Аргус / Фергус, сестри королів піктів Костянтина і Енгуса II, походив від однієї з гілок стародавнього і численного роду Лорна, до якого відносять всіх кельтських королів Дал Ріади. Батько Кеннета I і Дональда I. Ім'я Алпін походить від англо-саксонського імені Ельфвін.

## Історія
Хронологія і генеалогія королів Дал Ріади цього періоду ще недостатньо точно встановлена. Ірландські хроніки, такі як «Аннали Ульстера» і «Аннали Інішфаллена», призводять ім'я батька Кеннета I як Алпін. Існує дві версії загибелі Алпіна II
За однією з них Алпін II був убитий піктами при спробі завоювати їхнє королівство близько 836 року. Шотландський історик Джордж Б'юкенен у «Rerum Scoticarum Historia» (1582), ґрунтуючись на середньовічних хроніках писав, що Алпін напав на країну піктів і зазнав поразки у битві недалеко від сучасного Данді в графстві Ангус. Пікти стратили Алпіна і його наближених. Вони доставили відрубану голову короля у свою столицю Абернеті і виставили її на піці на загальний огляд як бойовий трофей. Місце смерті Алпіна довгий час так і називалося Bas Alpin, що означає Смерть Алпіна, і сьогодні відомо як Піталпін в околицях Данді.
За іншою, Алпін II у 836 році прибув до Ґелловея з завойовницьким походом і був убитий повсталими місцевими бриттами після того, як розорив їхні землі. Це сталося у Ґленаппі, недалеко від Далмеллінґтона в Ейрширі. Там над його могилою раніше стояв великий валун, прозваний Laicht Alpin — Могила Альпіна, і назва долини Ґленапп теж, імовірно, походить від gleann Alpin — долина Альпіна. Однак ґелловейская версія, найімовірніше, помилкова: могила Альпіна в Ейрширі, ймовірно належала не Алпіну II, а Альпіну I, іншому королю Дал Ріади і Піктів (у 720-х роках).
Пізня хроніка Джона Фордунського називає батька Кеннета «Алпін, син Ехея» [Алпін, син Еоху], і оповідає, що він був убитий у війні з піктами в 836 році.